# Despertares
Despertares (Awakenings, en inglés) es una película estadounidense, dirigida por Penny Marshall y estrenada en 1990. 
Basada en la autobiografía del neurólogo Oliver Sacks, Despertares relata la historia real del descubrimiento, en 1969, de los efectos benéficos temporales de la L-dopa Levodopa, precursor de la dopamina, su aplicación a pacientes catatónicos que sobrevivieron a la epidemia de encefalitis letárgica de 1917-1928. En la película, Oliver Sacks fue interpretado por el actor Robin Williams bajo el nombre de Malcolm Sayer, y uno de sus pacientes Leonardo fue protagonizado por Robert De Niro y nominado a los premios Óscar de la Academia.

## Argumento
La película relata la historia del doctor Malcolm Sayer (Robin Williams), un médico que durante toda su carrera se ha dedicado a la experimentación con lombrices. Consigue un trabajo en un hospital de la ciudad de Nueva York, donde comienza a tratar con pacientes en estado catatónico.
Un día observa que una de sus pacientes coge sus gafas instintivamente antes de que éstas caigan al suelo. En ese momento comienza a investigar sobre la enfermedad y a formular hipótesis sobre sus posibles causas, pero principalmente sobre su tratamiento.
En este punto se le presenta un nuevo problema: el escepticismo de sus colegas y los familiares de sus pacientes con respecto a su teoría de que estos pacientes tienen posibilidades de volver a vivir y que su enfermedad consistiría en un mal de Parkinson agravado.
Entre sus diversas investigaciones, se familiariza con un nuevo fármaco, la L-dopa, que se utiliza para el tratamiento del Parkinson, y decide probarla con uno de sus pacientes, Leonard Lowe (Robert De Niro).
Tras muchos intentos fallidos, una noche Leonard despierta. A partir de entonces, el doctor recibe la aceptación de colegas y familiares de los afectados, y también su ayuda económica, gracias a lo cual puede comenzar a tratar a todos sus pacientes con este fármaco.
Los problemas aparecen de nuevo cuando Leonard, el primer paciente tratado con L-dopa, vuelve a desarrollar los síntomas de la enfermedad, y tanto el doctor como sus pacientes y sus familiares se ven profundamente afectados.

## Relación médico-paciente en la película
La película habla de la consideración y el respeto mutuo entre el neurólogo y el paciente. El personaje de Robin Williams es un médico que durante su carrera se ha dedicado a la investigación, elección que tiene mucho que ver con la dificultad que presenta para relacionarse no sólo con pacientes sino también con colegas, tanto a nivel profesional como personal.
Cuando llega a la institución, él desea un puesto en su área de experiencia, pero no es posible, y debido a que su situación económica lo obliga, debe aceptar el ofrecimiento para trabajar con pacientes que sufren encefalitis letárgica, enfermedad que se caracteriza por la languidez creciente, apatía y somnolencia, que lleva, finalmente al letargo.
A lo largo de la película, muestra una preocupación obvia por el bienestar y mejora de sus pacientes. A la vez que observamos que indaga sobre la enfermedad y las similitudes que los pacientes tienen entre sí para así hallar una cura que los ayude a salir del estado en el que se encuentran.
De cualquier forma, esta aparente preocupación del doctor Sayer por la recuperación de los afectados puede deberse a un deseo de satisfacción personal, a la necesidad de alcanzar una nueva meta que marcará un hito en su carrera.

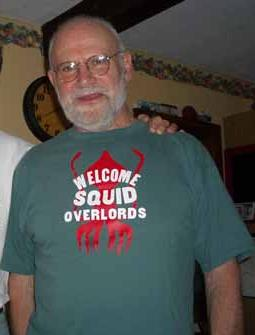
Oliver Sacks, escritor del libro en el que se basó la película.

Por ejemplo, su "interés" en conocer a la madre de Leonard surge debido a que sus superiores sólo le permitirán el uso de la L-dopa en el tratamiento si puede obtener la aprobación de al menos un familiar. Otro ejemplo claro lo constituye la irresponsabilidad con la que actúa al medicar a Leonard con el objetivo de revertir su estado, sin preocuparle los efectos secundarios que el fármaco, que además era experimental, pudiera tener sobre él.
Igualmente tampoco debe dejarse de lado el hecho de que los pacientes que él trata se encuentran en un estado de marcado trastorno psicomotor y de un notable descenso de la reactividad espontánea y al ambiente, lo cual le impide mantener una relación interpersonal con los mismos y, mucho menos, crear un lazo afectivo.
Todo esto comienza a cambiar a partir de la mejora de Leonard y de los demás afectados.
Se empieza a ver una relación más cercana entre ellos; por un lado, los pacientes sienten un profundo agradecimiento y, lo que es más importante aún, una gran confianza en el médico. Este último es un punto esencial, que debe ser tratado con mucha cautela en toda relación médico – paciente, ya que el primero debe ser consciente de que este tipo de sentimientos es muy común y no abusar de esto, pero además tiene que evitar que ejerzan una presión sobre el, basada en el miedo a defraudar esta confianza que ha sido depositada en su persona, y que esto pueda afectar su desempeño profesional.
Es esta respuesta de los pacientes la que genera el cambio en el doctor Sayer; sus ambiciones profesionales son dejadas a un lado, ocupando un papel preponderante el bienestar de sus pacientes. Esto lo expresa, fundamentalmente, brindándoles una gran contención, ya no sólo desde un punto de vista meramente médico, sino también humano. 
Otro punto importante para resaltar es que la típica asimetría en estos tipos de relación se ve disminuida, ya que el doctor "sana", aunque sea por un tiempo, las afecciones físicas de sus pacientes, pero éstos, a su vez, sanan las afecciones psicológicas de su médico, aunque no sean conscientes de ello, al ayudarlo a mantener relaciones interpersonales donde se intercambian sentimientos profundos, punto en el cual, como mencionamos anteriormente, este presentaba serias dificultades.
Este cambio fue constatado hacia el final de la película, cuando ante la recaída de Leonard, el doctor Sayer actúa como todos los expertos sobre este tema recomiendan, comunicando al paciente su estado, aun cuando sea muy grave, de la manera menos traumática posible para este, y además procurarle el mejor tratamiento dentro de las posibilidades.
De cualquier forma, el doctor Sayer no toma la recaída de sus pacientes como un golpe a su propio ego, lo cual los afectaría en mayor o menor medida. Esto es de gran importancia ya que la actitud de todo médico frente a este tipo de eventualidades debe ser la de admitir sus propios errores y comprender las limitaciones de la ciencia. 
El final de la película es la escena en la que el doctor Sayer ve las grabaciones de su paciente Leonard cuando se encuentra en estado catatónico, su progreso, mejoría y cómo va regresando al mismo estado del cual se despertó. Luego entra la enfermera Eleonor y le explica que no debe culparse, y que siempre la vida nos da y nos quita todo, haciendo una reflexión sobre lo ocurrido. 
El epílogo es "La realidad de los milagros", o que los pacientes no soportaron el pasar de los años en sus vidas; el espíritu es más poderoso que cualquier fármaco, y con trabajo, juego, amistad, familia, pueden recuperarse; eso es lo que importa, lo que hemos olvidado son las cosas sencillas.
El doctor Sayer y su equipo siguieron buscando la forma de ayudar a los pacientes con problemas pos-encefálicos pero no pudieron volver a experimentar lo mismo que en el verano de 1969. Según se relata en la película Despertares, siguieron trabajando en el Bronx, en el hospital psiquiátrico, ayudando y tratando de "despertar" a más enfermos, no con fármacos sino con esfuerzo y sacrificio.

## Premios
Basada en el libro homónimo de Oliver Sacks, tuvo tres candidaturas a los Oscar: a la mejor película, al mejor actor principal (Robert De Niro), y al mejor guion adaptado.

### Oscar 1990
| Categoría            | Persona                          | Resultado |
| -------------------- | -------------------------------- | --------- |
| Mejor película       | Walter F. Parkes Lawrence Lasker | Candidato |
| Mejor actor          | Robert De Niro                   | Candidato |
| Mejor guion adaptado | Steven Zaillian                  | Candidato |

## Impacto cultural
En 2017, el músico español José Riaza, titula a su álbum conceptual "Despertares" como metáfora de lo planteado en el film de Penny Marshall.
- Datos: Q842073